# 57 p.n.e.
| [ Edytuj tabelę ] | |
| Król Armenii      | - 95 p.n.e. Tigranes II 55 p.n.e.                                                                      |
| Król Bosporu      | - 63 p.n.e. Farnakes 47 p.n.e.                                                                         |
| Cesarz Chin       | - 74 p.n.e. Han Xuandi 49 p.n.e.                                                                       |
| Władca Egiptu     | - 80 p.n.e. Ptolemeusz XII 51 p.n.e.                                                                   |
| Król Judei        | - 63 p.n.e. Jan Hirkan II 40 p.n.e.                                                                    |
| Król Kommageny    | - 70 p.n.e. Antioch I 36 p.n.e.                                                                        |
| Król Nabatei      | - 59 p.n.e. Malichus I 30 p.n.e.                                                                       |
| Król Numidii      | - 60 p.n.e. Juba I 46 p.n.e.                                                                           |
| Król Paflagonii   | - 63 p.n.e. Attalos 40 p.n.e.                                                                          |
| Król Partów       | - 70 p.n.e. Fraates III 57 p.n.e. - 57 p.n.e. Mitrydates III 55 p.n.e. - 57 p.n.e. Orodes II 37 p.n.e. |

Rok 57 p.n.e.
stulecia: II wiek p.n.e. ~
I wiek p.n.e. ~
I wiek

lata: 67 p.n.e. «
61 p.n.e. «
60 p.n.e. «
59 p.n.e. «
58 p.n.e. «
57 p.n.e. »
56 p.n.e. »
55 p.n.e. »
54 p.n.e. »
53 p.n.e. »
47 p.n.e.

## Wydarzenia
- Azja
  - Prokonsul w Syrii Gabiniusz odbudował Gazę
  - założona została Silla, jedno z Trzech Królestw Korei dawnej Korei
  - Orodes II z dynastii Arsacydów został królem Partii jako następca Mitrydatesa III
- Europa
  - Klodiusz i Milon przyczynili się do zamieszek w Rzymie
  - Cyceron powrócił z wygnania
  - bitwy pod Sabis i Octodurus w ramach wojen galijskich
  - bitwa nad rzeką Aisne

## Zmarli
- Licyniusz Lukullus, wódz i polityk rzymski (data sporna lub przybliżona)